# 切木尔切克石人及石棺墓群
切木尔切克石人及石棺墓群（英語：Qiemu'erqieke、或）旧称克尔木齐，是一处位于新疆阿勒泰市附近戈壁滩上的一处青铜器时代早期（公元前2700年至前1800年）的石人及石棺墓群。是切木尔切克文化代表遗迹之一。

## 地理信息
切木尔切克石人及石棺墓群座落于阿尔泰山南麓的切木尔切克河谷沿岸的草原上。距离阿勒泰市12千米左右。

## 历史
学术界对切木尔切克石人及石棺墓群所代表的切木尔切克文化的来历观点众多。有学者认为其相似于周围的奥库涅夫文化、卡拉苏克文化、阿凡纳谢沃文化。也有学者认为切木尔切克文化是阿凡纳谢沃文化的继承人，后形成了小河文化。更有学者认为该文化是从法国西部一路迁徙至阿尔泰山附近，后形成吐火罗人。而根据后期的研究，切木尔切克一期的绝对年代在公元前2700年至1800年，晚于阿凡纳谢沃文化，并与奥库涅夫文化无关，但和卡拉苏克文化有密切关系。切木尔切克的下限则至少延续或断续延续至公元500年至600年左右。

## 遗迹及文物

### 切木尔切克石人

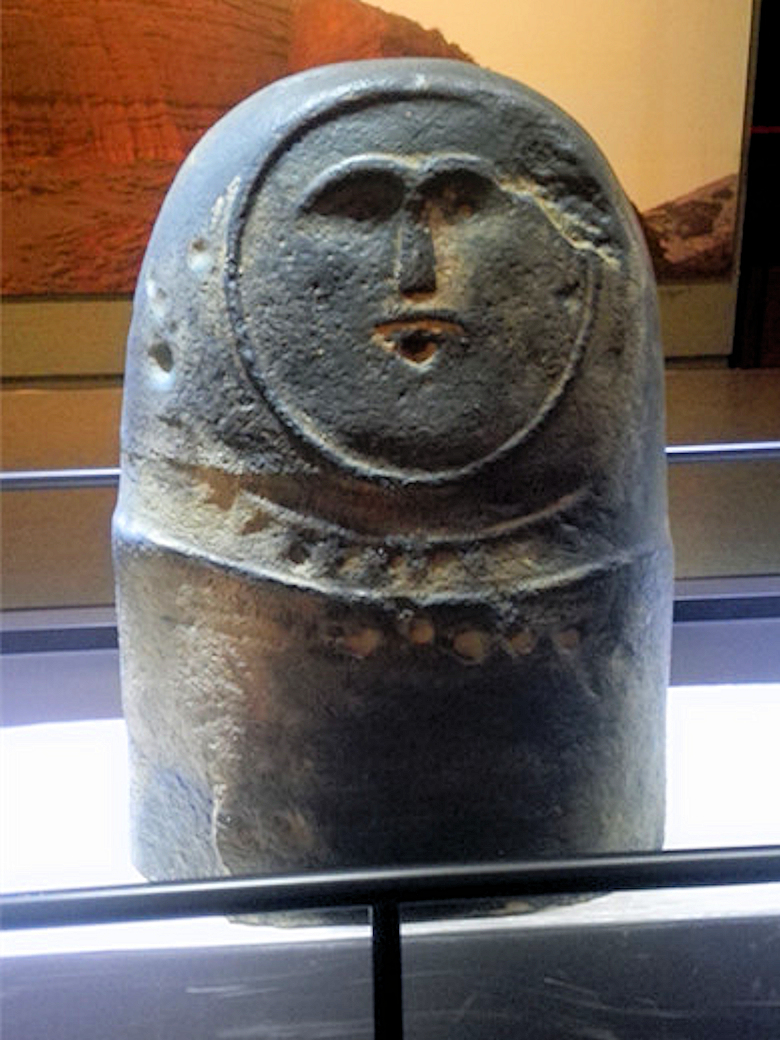
现存于新疆维吾尔自治区博物馆的切木尔切克石人 Baomi摄于2015

切木尔切克石棺墓院外立有石人。以喀依纳尔一号墓石人为代表，共有5尊以浮雕为主，真人大小，圆顶长方体，正面雕有圆头和五官，头与脖子有三角形或圆弧形分界线，双手放置胸前的人像石碑。一些的手臂和武器也被雕刻出来。石人以男女交替的方式从南向北排列，石人材料为坚硬的闪长岩石，露天日晒后呈黑色。现收石人藏于新疆维吾尔自治区博物馆和阿勒泰市博物馆。

### 切木尔切克石棺墓群

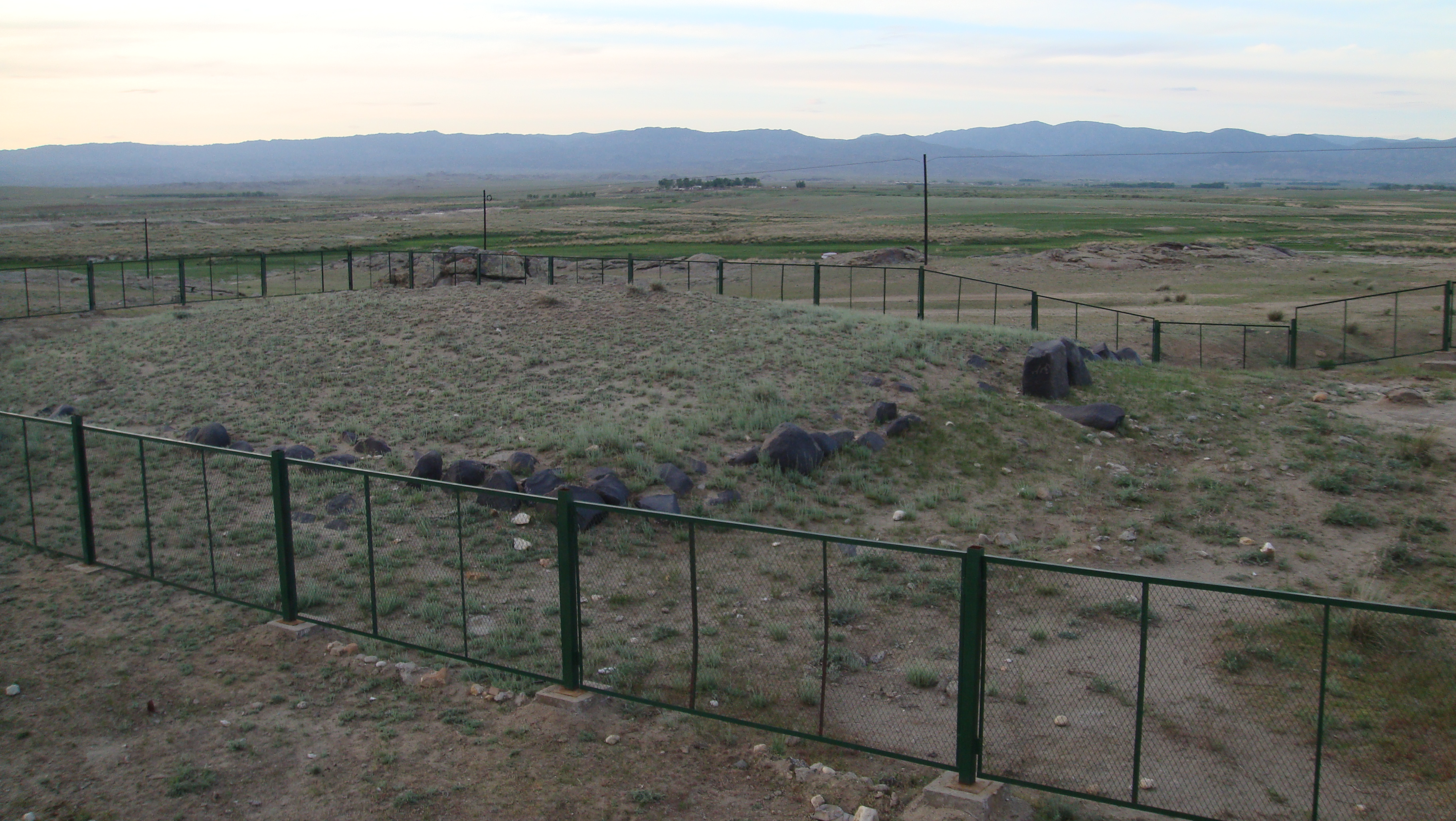
切木尔切克乡的古墓群【1】 （余华峰摄于2009）

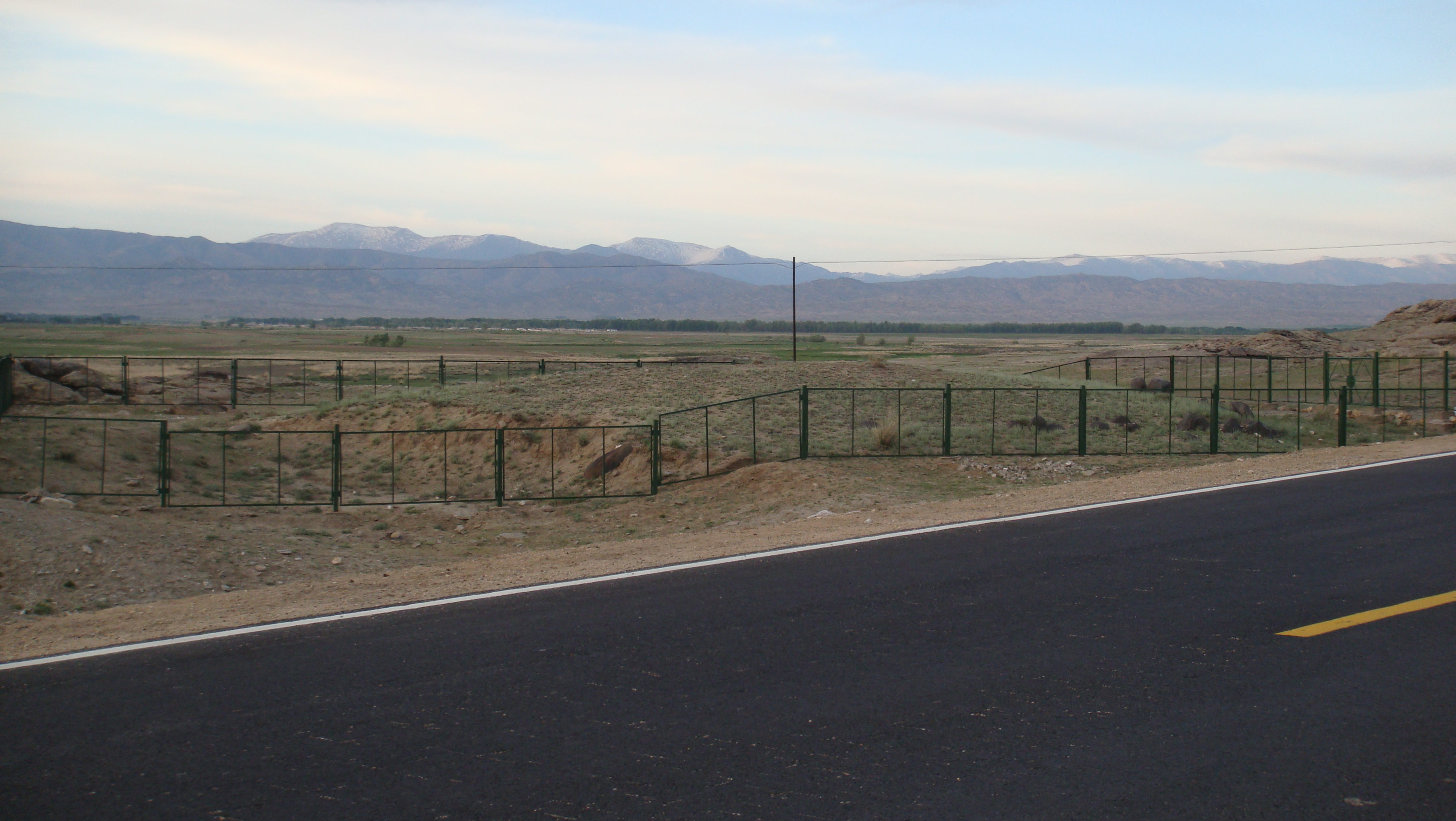
切木尔切克乡的古墓群 【2】（余华峰摄于2009）

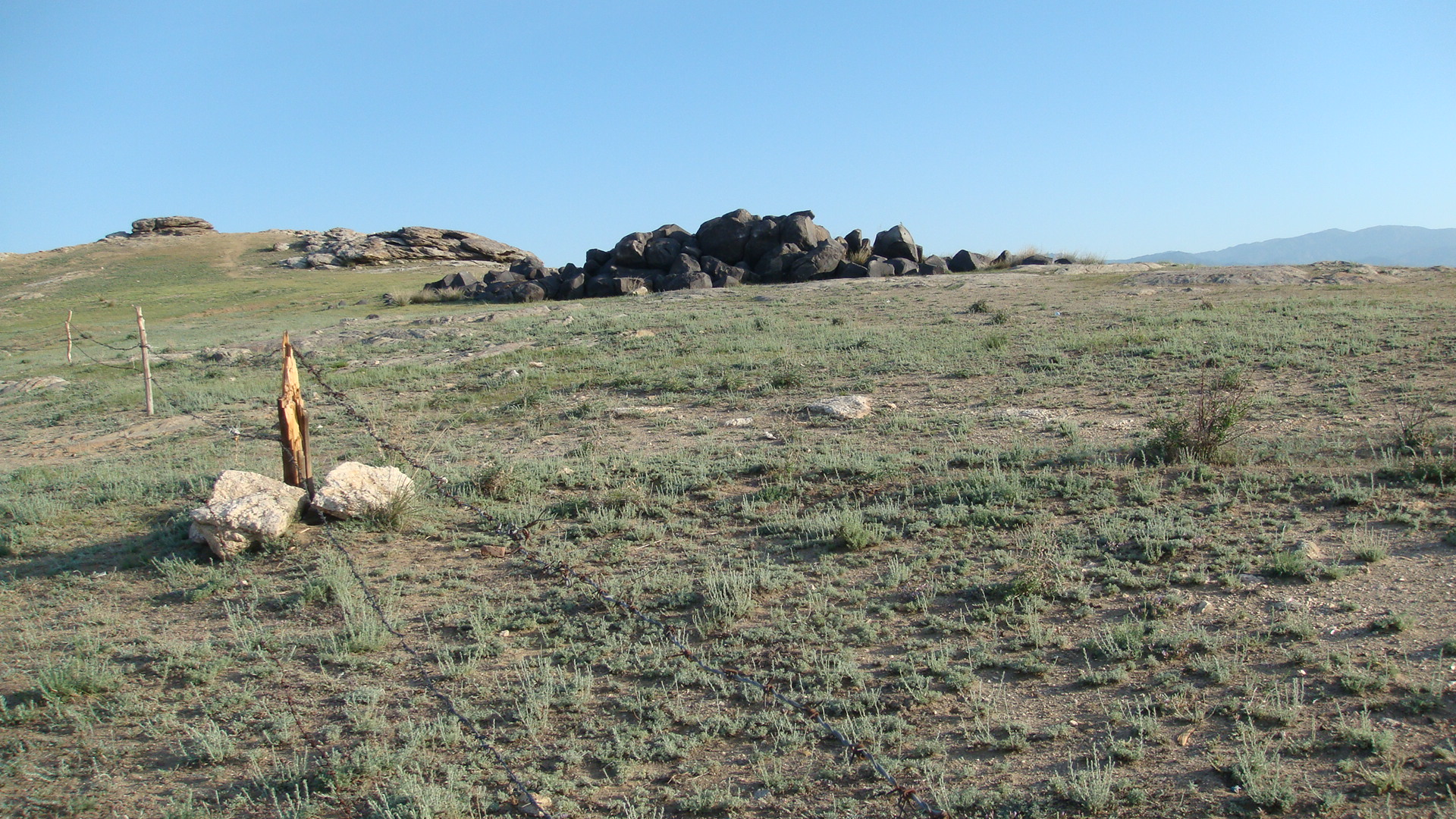
切木尔切克乡的古墓群 【3】（余华峰摄于2009）

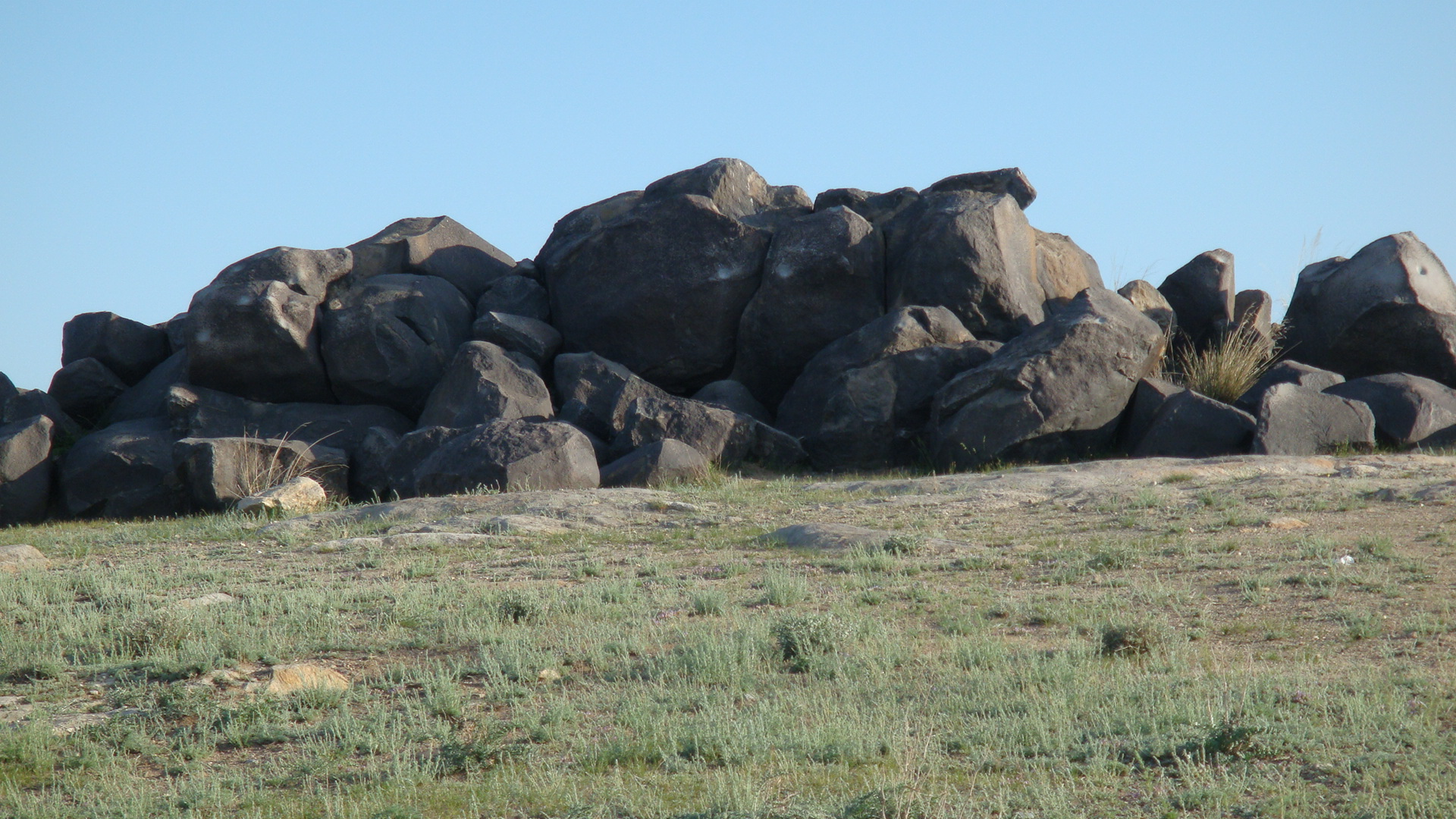
切木尔切克乡的古墓群近景（余华峰摄于2009）

切木尔切克石棺墓群按墓葬形制特征可分为茔院制石棺、石堆墓、独立石棺墓等。其中石堆墓20多座直径10-30米、高2-5米并有土覆盖在墓堆上，石棺墓10余座，石棺长1.8米至超过2米，宽1.6米左右至2米，深超过1.5米至1.8米，厚约0.1至0.3米。从墓形来分分为圆形石堆墓、环石围圆形石堆墓和方土石堆墓。到2014年为止，共出土了18件石罐、3件石钵、4件石把杯以及石范、石初等石器；以及20件陶器（包括一件双联器）、1件铜器、2件骨镞。

## 考察历史
1961年，李征第一次发现额尔齐斯盆地墓地的不同结构并将其与周围的石人联系起来。
1963年，易漫白发掘了切木尔切克河谷附近的石棺和石人。
1993年，阿勒泰地区文物保护管理所将卧倒的石人立起，发现是5尊石人。